# خيار البحر
خيار البحر أو قثاء البحر أو ذَبّ البحر (بالإنجليزية: sea cucumbers)‏ الاسم العلمي Stichopus horrens (ويسمى بالاسم الماليزي جامات Gamat أحيانا) هو نوع من الحيوانات البحرية جسمه طولي مكتنز قد يشبه الخيار. وهو ينتمي إلى مجموعة من شوكيات الجلد تسمى قنفذيات الجلد. والأنواع الأخرى من قنفديات الجلد تنمو أشواكها على سطحها، أما خيار البحر فأشواكه مدفونة في أعماق جلده. ويوجد نحو 500 نوع من خيار البحر في شتّى محيطات العالم وفي مختلف الأعماق.
ويوجد فم خيار البحر في أحد طرفي جسمه، وهو محاط بقرون استشعار عديدة، ولكنها ليست قرون استشعار عادية فهي تقوم بوظيفة الأيدي، إذ تطول وتقصر فتقبض على الغذاء وتأتي به إلى الفم. ويملك خيار البحر القدرة على طرح بعض أجزاء الجسم الداخلية لصرف انتباه أعدائه عنه. ثم تنمو له أجزاء أخرى جديدة.
وقد اكتشف الأطباء أن المادة المستخرجة من جدار جسم خيار البحر عبارة عن خليط من مركبات «السبوتين» لها صفات مضادة للأورام، ولها نشاط عضلي عصبي، كما أن هناك أنواعاً عدة من الطحالب تسبب حدوث أورام حميدة وأخرى خبيثة.
إن مضادات تجلط الدم المستخرجة من الطحالب البحرية معروفة جيدًا من قبل الأطباء، فقد أمكن فصل إحداها من شقائق نعمان البحر، ويعتقد البعض تزايد أهميته في المستقبل كمصدر لهذه المركبات، كما اكتشف العلماء وجود مركبات بروتينية في بعض الرخويات البحرية، ولها خاصية تنبيه عضلة القلب.

## دورة حياة خيار البحر
إذا اجتمع عدد كبير من الإناث والذكور في نفس المكان تقوم الإناث في موسم وضع البيض بدفع البيض من المنسل إلى مياه البحر ونظراً لوجود مادة كيميائية في البيض تثير الذكور لدفع الحيوانات المنوية التي تنجذب بشدة إلى البيض ويحدث الإخصاب في البحر ( عملية وضع البيض عادة في المناطق الضحلة التي تقل عن 15 متر ).
بعد الإخصاب تخرج اليرقات إلى المياه حيث تكون في حالة هائمة تتقاذفها الأمواج في البحر لعدة شهور حتى تنمو خلالها إلى حيوانات صغيرة قادرة على الاستقرار على القاع حيث تدفن نفسها في الرمال وتحت الصخور والطحالب.
تتغذى الصغار على الطحالب والأعشاب البحرية والمواد العضوية الموجودة في الرمال.
تنمو الصغار ببطء شديد حوالي ( 5 - 20 سم / سنة ) وتصل إلى مرحلة النضج الجنسي بعد خمس سنوات في بعض الأنواع.

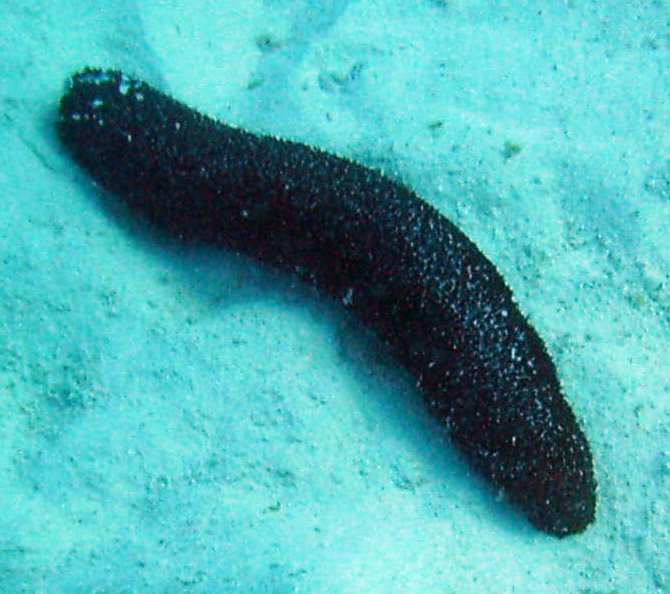
خيار البحر